# سیارک ۱۹۵

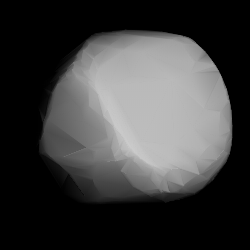
مدل سه‌بُعدی سیارک ۱۹۵ بر طبق منحنی نور آن

سیارک ۱۹۵ (به انگلیسی: 195 Eurykleia) صد و نود و پنجمین سیارک کشف شده‌است که در ۱۹ آوریل ۱۸۷۹ کشف شد.
قدر مطلق سیارک برابر ۹٫۰۱ است.